# El imperio contraataca (canción)
«El Imperio contraataca» es una canción del grupo de pop punk español Los Nikis, publicada en 1985.

## Descripción
En tono patriótico, la letra alude a un hipotético renacer del Imperio español, sobre la base de imponer gustos y costumbres hispanas, como la tortilla de patatas o el cinquillo.
El tema fue adoptado para sí por personas de inclinación política conservadora, nostálgicos del pasado e incluso formaciones como Vox, lo que ha provocado que los miembros de la banda hayan desmentido públicamente que su intención fuera política.
Alcanzó el número 1 de la lista confeccionada por la cadena de radiofórmula española Los 40 Principales el 15 de febrero de 1986.

## Videoclip
Fue grabado en el Parque del Retiro de Madrid, con los miembros de la banda ataviados como el rey Felipe II.

## Versiones
El tema ha sido versionado por la banda The Mockers, bajo el título The Emperor Strikes Out.